# Abies yuanbaoshanensis
Abies yuanbaoshanensis Y.J.Lu & L.K.Fu è un rarissimo (589 esemplari stimati) albero della famiglia delle Pinaceae, endemico di una ristretta area di 4 ettari sulla montagna Yuanbao Shan, ubicata in Cina nella contea del Rongshui Xian nel nord dello Guangxi .

## Etimologia
Il nome generico Abies, utilizzato già dai latini, potrebbe, secondo un'interpretazione etimologica, derivare dalla parola greca ἄβιος = longevo. Il nome specifico yuanbaoshanensis fa riferimento alla montagna dove la specie venne scoperta.

## Descrizione

### Portamento
Albero alto fino a 25 m, con tronco che può raggiungere i 0,6 m di diametro, con chioma simile a quella di Abies forrestii. I rami del primo ordine si diramano orizzontalmente dall'unico tronco diritto; quelli del secondo ordine sono ascendenti in punta. I virgulti sono snelli e glabri, prima marroni-giallastri, poi marroni.

### Foglie
Le foglie sono aghiformi, di colore verde scuro superiormente, con due bande bianche inferiormente, lunghe fino a 10-27 mm, con margine revoluto e arrangiate a spirale; hanno stomi assenti nella faccia superiore e disposti in due larghe bande nella faccia inferiore. Le gemme sono ovoidali-coniche, assai resinose, con perule di colore marrone-rossastro, persistenti anche per anni.

### Fiori
Gli strobili maschili sono ascellari, oblungo-cilindrici, lunghi 10-15 mm; si sviluppano singolarmente su corti rami.

### Frutti
I coni femminili, inizialmente verdi o verdi-giallastri, marroni-giallastri a maturazione, sono ovoidali-cilindrici, lunghi 8-9 cm e larghi fino a 4,5-5 cm, con strette e ottuse punte; hanno peduncoli corti e quasi sessili. Le scaglie sono cuneate, flabellate, superficialmente lisce e con parti esposte densamente ricoperte di peluria grigiastra. I semi sono oblungo-cuneati o oblungo-obovati, lunghi circa 10 mm, resinosi e rosso-marrone scuri, con parte alare cuneata a punta troncata, di 9-11 mm.

### Corteccia
Inizialmente liscia, con il passare del tempo diviene rugosa e solcata, divisa in piccole placche negli alberi anziani.

## Distribuzione e habitat
L'unica area di crescita è caratterizzata da un clima molto fresco e umido, con precipitazioni annue che superano i 2000 mm, estati fresche e nuvolose e inverni che durano 4-5 mesi con nevicate abbondanti. Condivide il suo habitat con altre conifere (per esempio Tsuga chinensis) e caducifoglie a prevalenza di Fagaceae.

## Conservazione
È una specie con areale molto ristretto, presente in una sola località e con i pochi esemplari maturi e fecondi in continua diminuzione; ad aggravare la situazione, il crudo inverno del 2008 ha provocato un'ulteriore moria di alberi. L'istituzione dell'area rigidamente protetta non è considerata sufficiente per la conservazione di questa specie, che necessiterebbe di un programma di coltivazione ex-situ onde preservarne la sopravvivenza; viene 
pertanto classificata come Specie in pericolo critico nella Lista rossa IUCN.